# Rana arvalis
A rã-campestre (Rana arvalis) é uma espécie de anfíbio anuro, pertencente à família Ranidae. Tem um corpo esguio e de cor castanha avermelhada. É semiaquática, nativa da Europa e Ásia. Podem atingir os 7 cm. O período de reprodução dá-se entre março e abril, altura em que os macho apresentam tonalidades azuis claras. As vocalizações do macho são semelhantes à da espécie Rana dalmatina.
Em termos morfológicos, é uma espécie semelhante à Rana temporaria.

## Referências

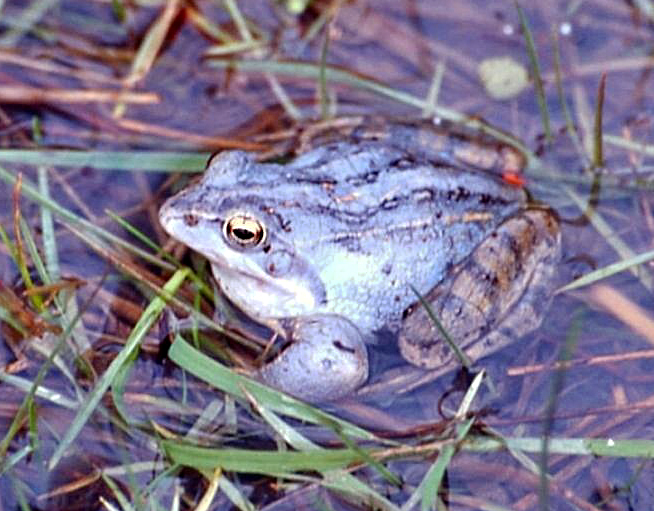
macho
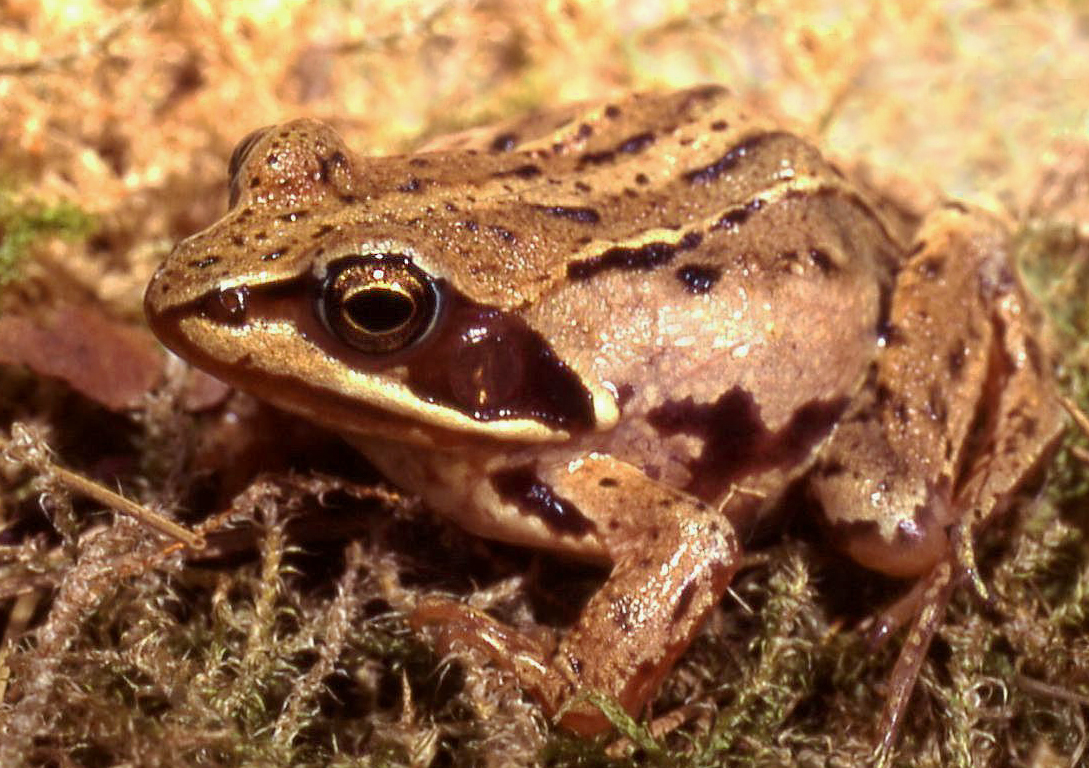
fêmea

## Subespécies
- Rana arvalis arvalis
- Rana arvalis wolterstorffi